# Meftah Ghazalla
Meftah Ghazalla (Tripoli, 3 ottobre 1977) è un ex calciatore libico, di ruolo portiere.

## Carriera
Gioca nel ruolo di portiere nell'Al-Ittihad ed è titolare nella sua Nazionale.